# Bannikoppa, Shirhatti
Bannikoppa là một làng thuộc tehsil Shirhatti, huyện Gadag, bang Karnataka, Ấn Độ.